# アラン・パリス
アラン・ジェイ・パリス（Alan Jay Perlis、1922年4月1日 - 1990年2月7日）は、アメリカ合衆国の計算機科学者。プログラミング言語についての先駆的業績で知られる。1966年、第1回のチューリング賞を受賞した。

## 生涯
ペンシルベニア州ピッツバーグにてユダヤ人家庭に生まれる。1943年、カーネギー工科大学（現カーネギーメロン大学）で化学の学士号を取得。第二次世界大戦時にアメリカ陸軍で働き、数学に興味を持つようになる。戦後はMITで数学を学び、修士号 (1947) と Ph.D. (1950) を取得した。学位論文は、"On Integral Equations, Their Solution by Iteration and Analytic Continuation"（積分方程式における繰り返しと解析接続による解法）。
1952年、Whirlwind プロジェクトに参加。パデュー大学で教員となり、1956年にはカーネギー工科大学に移った。数学科の学科長を務め、後に計算機科学科創設時の学科長も務めた。1962年、Association for Computing Machinery の会長に選ばれた。
1966年、「プログラミング技法とコンパイラ構築の分野への貢献に対して」チューリング賞を受賞。これは、彼がALGOL言語の開発チームで行った仕事を指している。
1971年、イェール大学の計算機科学科の学科長に就任。1977年には全米技術アカデミー会員に選ばれた。
1982年、パリスは ACM の SIGPLANジャーナルに Epigrams on Programming（プログラミングに関する警句集）を発表した。これは彼が経験から学んだことを抽出して一文の警句にしたものである。この警句集の言葉は広く引用されている。
1990年、イェール大学在職中になくなった。